# Zdeněk Fikar
Zdeněk Fikar, né le 18 mai 1926 à Prague, est un patineur artistique tchèque qui représente la Tchécoslovaquie. Il est quadruple champion de Tchécoslovaquie de 1950 à 1953.

## Biographie

### Carrière sportive
Zdeněk Fikar est quadruple champion de Tchécoslovaquie de 1950 à 1953. 
Il représente son pays à six championnats d'Europe (1947 à Davos, 1948 à Prague, 1949 à Milan, 1950 à Oslo, 1952 à Vienne et 1954 à Bolzano), un mondial (1948 à Davos) et aux Jeux olympiques d'hiver de 1948 à Saint-Moritz.
Il arrête sa carrière sportive après les championnats européens de 1954.

### Reconversion
Zdeněk Fikar devient entraineur de patinage artistique.

## Palmarès
| Compétitions                    | 1947 | 1948 | 1949 | 1950 | 1951 | 1952 | 1953 | 1954 |  |  |  |  |  |  |
| Jeux olympiques d'hiver         |      | 13e  |      |      |      |      |      |      |  |  |  |  |  |  |
| Championnats du monde           |      | 12e  |      |      |      |      |      |      |  |  |  |  |  |  |
| Championnats d’Europe           | 5e   | 6e   | 6e   | 4e   |      | 7e   |      | 7e   |  |  |  |  |  |  |
| Championnats de Tchécoslovaquie |      |      |      | 1er  | 1er  | 1er  | 1er  | 2e   |  |  |  |  |  |  |
|                                 |      |      |      |      |      |      |      |      |  |  |  |  |  |  |